# Площадь Примирения (Иваново)
Пло́щадь Примире́ния — площадь на восточной окраине города Иваново, в местечке Соснево, на пересечении 11-го проезда, 4-й Меланжевой улицы и 11-й Сосневской улицы.
Площадь была создана 9 мая 1995 года по инициативе директора расположенного на площади комбината «Кумир» (Ивановский маргариновый завод, Масложировой комбинат) — Николая Лобаева. В 1990-е года, во времена расцвета жирового комбината, площадь воспринималась как один из основных центров проведения городских праздников. Но после закрытия комбината пришла в запустение, в 2018 году площадь попала в Список неблагоустроенных территорий Иванова.
Примерно в то же время, в 1993 году, одна из площадей Волгограда была переименована в площадь Примирения. Официальными делегациями России, Германии и Австрии на ней был открыт мемориал в знак примирения народов в 50-ю годовщину окончания Сталинградской битвы..
В 2018 году площадь была включена в список «гайд-парков», площадок для проведения публичных мероприятий без предварительного согласования с городскими властями.
В 2022 году на площади был построен новый 14-и этажный ЖК «Сосневский».
На площади находятся:
- фонтан
- монумент «Скрещенные мечи» — в виде двух рук, держащих сломанные скрещенные мечи — скульптор Сергей Бурцев[7]
- скульптура «Два аиста»
- скульптура «Голубь» («Война и мир»)

На площади находятся конечная остановка «Площадь Примирения» маршрута № 43, остановка «11-й проезд» маршрутов № 24, 43.